# هجوم تدمر (2017)
هجوم تدمر أطلقه الجيش العربي السوري ضد القوات المسلحة لتنظيم الدولة الإسلامية (داعش) في شرقي محافظة حمص في يناير 2017، بهدف استعادة تدمر والمناطق الريفية المحيطة بها. وقد استعاد تنظيم الدولة الإسلامية مدينة تدمر في هجوم مفاجئ في الفترة من 8 إلى 11 ديسمبر 2016، بعد أن كانت الحكومة السورية والقوات الروسية قد طردته منها في مارس 2016. وفي 2 مارس 2017، نجح الجيش السوري، بمساندة قوات روسية، في استعادة مدينة تدمر للمرة الثانية بشكل نهائي.